# Friedrich Gerhard Wahl
Friedrich Gerhard Wahl (* 5. März 1748 in Annweiler am Trifels; † 11. Dezember 1826 in Kaiserslautern) war ein deutscher Ingenieur und Architekt und der letzte Baudirektor des Herzogtums Pfalz-Zweibrücken.

## Leben
Wahl wurde am 5. März 1748 als eines von fünf Kindern des reformierten Pfarrers Josef Friedrich Gerhard Wahl und dessen Ehefrau Susanne Margarethe geb. Wernigk in Annweiler am Trifels geboren. 
1750 zog die Familie nach Odenbach, wo der Vater die zweite Pfarrstelle erhielt. 
1764 wurde er in die Sekunda des Zweibrücker Gymnasiums aufgenommen. 1769, nach Abschluss seiner Studien, trat Wahl in die Dienste der Straßen- und Brückenverwaltung des Herzogtums Pfalz-Zweibrücken ein. Bereits 1771 wurde er zum Landbau- und Chaussee-Inspektor ernannt. Im Jahr darauf wurde ihm die Oberinspektion über das Straßen- und Brückenbauwesen des gesamten Herzogtums übertragen und 1787 wurde er zum Landbau- und Chausseedirektor ernannt. 
Als die Französische Revolution das Herzogtum erreichte, floh Wahl mit seiner Familie im Herbst 1793 nach Michelstadt im Odenwald, wo ihm der Graf von Erbach-Fürstenau und von Erbach-Schönberg eine bescheidene Stellung verschaffte. So entwarf er eine Erweiterung des Schlosses Fürstenau, das  klassizistische „Neue Palais“. Im Frühjahr 1814 gelang endlich die Rückkehr in die Pfalz. Wahl wurde Oberinspektor des Straßen- und Brückenbaus im Département Donnersberg und 1816, nachdem die Pfalz bayerisch geworden war, Königlicher Ingenieur 1. Classe mit Dienstsitz in Kaiserslautern. Kurz vor dem Ruhestand, im Jahr 1818, folgte noch die Ernennung zum Königlichen Bezirksingenieur. 
Wahl lebte bis zu seinem Tod am 11. Dezember 1826 als Pensionär in Kaiserslautern.

## Werk
Herzog Christian IV. beauftragte Wahl mit einem umfangreichen Neu- und Ausbauprogramm für die Landstraßen. Insbesondere die große Herzogstraße, die zentrale Straßenachse durch das Herzogtum zwischen den Residenzen Zweibrücken und Meisenheim, wurde von Wahl ausgebaut. Um auch die Mittel für den Ausbau der übrigen Landstraßen trotz klammer Kassen aufzubringen, wurde eine Maut eingeführt, wonach für jede Stunde der Benutzung einer Straße eine Gebühr bezahlt werden musste. So wurde am 12. Dezember 1772 die Chausseegeld-Ordnung für alle Überlandstraßen im Herzogtum erlassen, die dann besonders unter der Herrschaft von Karl II. August alleine noch den Fortgang der Arbeiten gewährleisten konnte.
Aufgrund der territorialen Zersplitterung des Herzogtums setzte sich Wahl bei der kurpfälzischen Verwaltung beständig dafür ein, dass auch in deren Gebiet etwas für die Verbesserung der Straßenverhältnisse getan werde. Trotz schon damals bestehender Reichsvorschriften blieben diese Vorstöße jedoch weitgehend erfolglos. Nach 1790 veranlasste Wahl, den bis dahin meist aus Kies bestehenden Straßenbelag durch sog. Rasselsteine aus den Steinbrüchen von Rammelsbach zu ersetzen. Für alle Straßenabschnitte bestellte er verantwortliche Wegewarte oder Chausseewärter.
1786 veröffentlichte Wahl anonym das Werk Aus Erfahrungen gesammleter theoretisch-praktischer Unterricht in dem Straßen- und Brückenbau (Zweibrücken, im Verlag der Gebrüder Hahn), eine Zusammenfassung des gesamten damaligen Wissens auf dem Gebiet des Straßen- und Brückenbaus. Das Buch wurde für die Fachleute jener Zeit zu einem unentbehrlichen Ratgeber. Erst in einer 1789 erschienenen Ergänzung Zugabe zum theoretisch-praktischen Unterricht im Straßen- und Brückenbau (Zweibrücken, im Verlag der Hahnischen Hofbuchhandlung) gab Wahl sich als Autor zu erkennen.
Neben dem Straßen- und Brückenbau war Wahl auch im Hochbau tätig; er erstellte Pläne für zahlreiche klassizistische Kirchen und Pfarrhäuser, zum Beispiel in Allenbach 1780, Lambsborn 1781, Callbach 1782, 
Breitenbach (Pfalz) 1783, Ulmet 1783, Contwig 1785, Hornbach 1785, Obermoschel 1786, Wolfersweiler 1786, Odenbach 1788, Annweiler am Trifels 1789, Kleinich (Hunsrück) 1790 und Becherbach (Pfalz) 1791.